# يوني-بول
يوني-بول (بالإنجليزية:Uni-ball)، هي شركة يابانية لإنتاج وصناعة الأقلام، وهي شركة تابعة للأُم ميتسوبيشي، تأسس الشركة سنة 1887، وتقع مقرها في العاصمة اليابانية طوكيو، وتوفر منتجات الأقلام في القارات الآسيوية والأمريكتين والأوروبية.

## الموقع الخارجي
- الموقع الرسمي
 (الإنكليزية)